# Binnenlands betalingsverkeer (Nederland)
Voor het binnenlands betalingsverkeer bestaat het NBC, het nationaal betalingscircuit. Tot 1990 bestond dat circuit nog niet, de banken hielden allemaal een rekening aan bij de Postcheque- en Girodienst, een overheidsinstelling. Maar met het privatiseren van de PCGD in 1986 (de vorming van de Postbank) en de fusie van de Postbank met de Nederlandsche Middenstandsbank (de voorloper van ING) werd ook een andere regeling opgezet. De banken richtten gezamenlijk "Interpay" op als spil, wat tegenwoordig verdergaat onder de naam Equens.
Voor het gemak is het goed het binnenlands betalingsverkeer binnen Nederland op te delen in twee soorten van betalingen: betalingen tussen de cliënten van één bank en betalingen tussen cliënten van verschillende banken.

## Betaling tussen rekeninghouders van één bank
In het eerste geval is het principe eenvoudig:
1. een rekeninghouder geeft zijn bank opdracht tot betaling
2. de bank van de betaler controleert:
  - is er voldoende saldo
  - kloppen de rekening-gegevens (ondertekening, bestaande naar-rekening)
3. de bank schrijft af van rekening opdrachtgever en bij op rekening ontvanger
4. de bank communiceert de betaling aan de opdrachtgever en de ontvanger (rekeningafschrift)

## Betaling tussen rekeninghouders van verschillende banken
Het principe van zoals hierboven aangegeven blijft grotendeels gehandhaafd, al de aangegeven stappen worden uitgevoerd. Maar de betrokken banken zullen ook onderling een regeling moeten treffen om de betaling uitgevoerd te krijgen. Banken houden geen rekeningen bij elkaar aan, iedere bank in Nederland houdt een rekening aan bij de Nederlandsche Bank (DNB). Alle betalingen lopen dus in wezen via DNB. In stappen uitgewerkt:

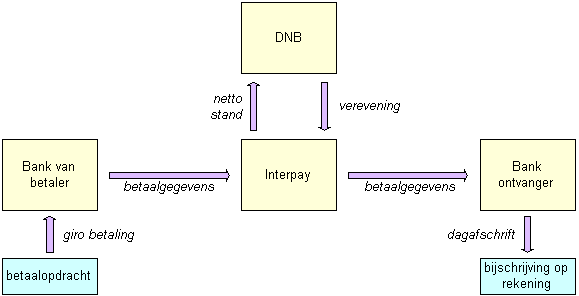
Nederlands binnenlands betalingsverkeer, Interpay gaat tegenwoordig door onder de naam Equens

1. een rekeninghouder geeft zijn bank opdracht tot betaling
2. de bank van de betaler controleert:
  - is er voldoende saldo
  - kloppen de gegevens (ondertekening)
3. de bank schrijft af van rekening opdrachtgever, communiceert de betaling aan de opdrachtgever (afschrift) en geeft de betaal-gegevens door aan Equens
4. Equens controleert
  - kloppen de rekening-gegevens (bestaande naar-rekening)
5. Equens geeft gegevens door aan de ontvangende bank
6. de ontvangende bank schrijft bij op rekening ontvanger
7. de bank communiceert de betaling aan de ontvanger (rekeningafschrift)
8. Equens saldeert eenmaal per half uur alle betalingen en ontvangsten per bank en geeft die gegevens door aan DNB
9. DNB verwerkt die gegevens en past de rekening die de bank bij DNB heeft aan: de verevening.

De frequentie van het uitvoeren van stap 3, het doorgeven van de gegevens aan Equens, is bank-afhankelijk. In principe zou dat voor elke overschrijving direct kunnen, maar banken verzamelen over het algemeen een aantal opdrachten alvorens ze ze aan Equens aanbieden. ING doet dit bijvoorbeeld eenmaal per uur.
Het bijwerken van de rekening van de ontvangende partij zal veelal pas later gebeuren. Het definitief maken van betalingen en het bijwerken van saldi en rekeningen gebeurt meestal nog in de nacht (batchverwerking), wanneer alle transacties door de bank verwerkt worden.

### Voorbeeld
'Overboekingen tussen uw Ayvens Bank rekening en spaarpotjes worden onmiddellijk verwerkt. Overboekingen naar uw tegenrekening tot een bedrag van €10.000 worden 24 uur per dag en 7 dagen per week verwerkt, mits uw bank Instant Payments ondersteunt. Een overboeking boven €10.000 die voor 13:00 uur is geplaatst, wordt op dezelfde werkdag verwerkt. Een overboeking boven €10.000 die na 13:00 uur is geplaatst, wordt op de volgende werkdag verwerkt. Het is afhankelijk van de bank van uw tegenrekening hoe snel het bedrag vervolgens op uw tegenrekening staat.'

## Float en valutering
In principe is het tegenwoordig mogelijk om betalingen gelijk (real-time) door te voeren. Een betaling online gedaan via Internet kan gelijk in de boeken van de ontvangende partij beschikbaar zijn. Wanneer zendende en ontvangende partij bij één bank aangesloten zijn zal dit vaak ook gebeuren, maar wanneer er meer dan één bank in het spel is gaat daar enige tijd overheen, de float. De float zijn de bankdagen (alle dagen minus weekenden en officiële nationale feestdagen) dat het geld onderweg is, dat het al afgeschreven is van de rekening van de betaler en nog niet bijgeschreven is op de rekening van de ontvanger.
Tijdens de floatdagen kan de bank het geld dagen gebruiken om daar op de valutamarkt mee te opereren. Met de winsten die daarmee gemaakt worden wordt een deel van de kosten van het betalingsverkeer betaald.
Daarnaast passen banken valutering toe. Met een valutadatum wordt de datum aangegeven waarop de hoeveelheid rentedragend geld (een positief of negatief saldo waarover rente wordt berekend) bepaald wordt.
De ontwikkeling is tegenwoordig dat steeds meer betalingen direct doorgevoerd worden bij opdrachtgever en bij begunstigde, zonder float daartussen.